# 愈创甘油醚
愈创甘油醚（英語： 或 ） INN /ɡwaɪˈfɛnɪsɪn/是一种非处方的祛痰药，常用来帮助咳出当急性呼吸道感染时气道内产生的痰。

## 医疗用途

### 咳嗽
愈创甘油醚主要用于治疗咳嗽。然而一项荟萃分析研究显示，许多非处方止咳药对儿童和成人急性咳嗽的效果并没有得到高质量证据的支持，这其中就包括愈创甘油醚。 愈创甘油醚有时可与右美沙芬连用治疗咳嗽，需在医生指导下用药，不建议将其作为感冒药物用于6岁以下儿童。

## 药理
愈创甘油醚的作用机制尚未完全明确，但一般认为它作为祛痰药，通过增加气道分泌物的产量和减少黏度来促进痰液的排出。愈创甘油醚可能通过刺激胃迷走神经感受器，引发神经反射，导致腺体分泌较为稀薄的黏液，从而帮助清除呼吸道中的黏稠分泌物。

## 研究
2022年，网络虚拟筛选发现愈创甘油醚和穿心莲内酯的组合药物具有潜在的抗癫痫作用，作用机制可能是两者协同作用于NMDA受体。

## 引用
1. ↑  . Federal Register of Legislation. 2020-10  [2021-08-15]. （原始内容存档于2021-01-25）.
2. ↑  Aluri JB, Stavchansky S. . J Pharm Biomed Anal. 1993, 11 (9): 803–8. PMID 8218524. doi:10.1016/0731-7085(93)80072-9.
3. ↑  . Merriam-Webster. （原始内容存档于2023-09-02）.
4. ↑  Smith SM, Schroeder K, Fahey T. Smith SM , 编. . Cochrane Database Syst Rev. 2008, (1): CD001831. PMID 18253996. doi:10.1002/14651858.CD001831.pub3.
5. ↑  . webmd.com. （原始内容存档于2013-10-15）.
6. ↑  . Current Allergy and Asthma Reports.   [2024-09-02]. doi:10.1007/s11882-005-0044-6. （原始内容存档于2024-09-02）.
7. ↑  Yunyuan Huang, Haiyan Xu, Pei Wang, Rurong Gu, Xiaokang Li, Yixiang Xu, Jiqun Wang, Sicong Qiao, Donglei Shi, Zhaobing Gao, Jian Li.  13 (7). 2022-03-25  [2025-03-09]. doi:10.1021/acschemneuro.1c00774. （原始内容存档于2025-03-10）.

## 外部連結
- Guaifenesin at nlm.nih.gov （页面存档备份，存于）
- "F.D.A. Study Worries Makers of Drugs" （页面存档备份，存于）, The New York Times, October 20, 1981